# Операція «Цитадель»
Операція «Цитадель» (нім. Zitadelle) — наступальна операція німецьких військ під Курськом у липні 1943 року.

## Передумови
Щоб повернути собі ініціативу на основному фронті Другої Світової війни, німецьке командування вирішило провести влітку 1943 року велику операцію на Курському виступі, що мав ширину до 200 км і заглиблювався на захід на 150 км у центрі радянсько-німецького фронту. 15 квітня 1943 року була затверджена Директива № 6, в якій конкретизувалися завдання військ у наступальній операції «Цитадель» — виходячи з вигідного розташування німецьких військ, директивою наказувалося ударами з півночі і півдня оточити і знищити радянські війська, що знаходяться в районі Курська.

## Підготовка
Підготовка до операції «Цитадель» тривала майже 4 місяці — під Курськом було сконцентровано 70 дивізій, майже 10 тисяч гармат, 2 тисячі літаків, 2 758 танків, а загальна чисельність німецьких військ склала понад 780 тисяч солдатів. З радянського боку на Курську дугу було перекинуто майже 40 % усіх з'єднань діючої армії: війська Центрального, Воронезького, Брянського і Степового фронтів, у тому числі всі танкові армії, 19,1 тисяч гармат, 920 реактивних установок «катюша», 3 444 танків, 2 172 літаків, а також було побудовано 8 оборонних рубежів завдовжки до 250 кілометрів; чисельність радянських військ склала 1,3 млн чоловік.

## Хід операції
Початок операції було заплановано на 3 години ночі 5 липня 1943 року, проте за 10 хвилин цього радянські війська провели потужну артпідготовку. Якийсь час німецькі війська були паралізовані, але о 5 годині 30 хвилин війська групи армій «Центр» почали масований наступ; через півгодини їх підтримала група «Південь». За сім днів боїв вони змогли подекуди просунутися на 10-35 км, але так і не прорвали радянську оборону.